# Analytische Photogrammetrie
Die analytische Photogrammetrie ist eine moderne Ausprägung der Photogrammetrie, die in den 1980er Jahren zur Praxisreife entwickelt wurde. Sie kann als Gegenstück zur klassischen analogen Photogrammetrie bezeichnet werden, bei welcher die fotografischen Messbilder durch mechanische Konstruktionen (präzise Hebel etc.) oder durch optische Projektions-Verfahren ausgewertet werden.
Analytische Photogrammetrie umfasst demnach die analytische Beschreibung photogrammetrischer Methoden und arbeitet mit rein digitalen Rechenverfahren, um aus photogrammetrischen Bildkoordinaten die Koordinaten der abgebildeten Objektpunkte zu ermitteln. Was bei der analogen Photogrammetrie durch optisch-mechanische Nachbildung der Aufnahmesituation geschieht, erfolgt nun auf rechnerischem und inzwischen weitgehend automatisiertem Weg.

## Entwicklungsschritte
Wesentliche Impulse zur theoretischen Entwicklung des Faches gab u. a. Hellmut Schmid (ca. 1950–55), basierend auf ersten Ideen von Sebastian Finsterwalder 1903. Ab etwa 1980 begannen die digital-analytischen Verfahren die bis dahin vorherrschenden analogen Methoden zu verdrängen – insbesondere weil die mechanisch-optischen Auswertegeräte (A8, B8 usw. der Firmen WILD und KERN) in Bau- und Funktionsweise relativ kompliziert waren. Seit den 1990ern sind digitale Auswertemethoden zum Standard geworden.
Der Weg zur rein analytischen Photogrammetrie wurde auch durch einige spezielle Aufgabenbereiche gefördert, die bis etwa 1970 nur mit großem Aufwand zu lösen waren. Dazu gehören:
- Steigender Bedarf nach Orthofotos und großmaßstäbigen Grundkarten
- Genaue optische Projektion der Messbilder auf eine Objektebene → erste analytische Orthogonalprojektionen (Fa. WILD, 1976)
- Automatisierung der Messung an den Fotoplatten und Messbildern (u. a. Stereokomparator)
- Beschleunigung der Auswertung durch die Entwicklung von Computern (erstmals Zuse Z3 1941, praktisch durchführbar ab ~1970), Mikroprozessoren
- Lösung großer Matrizen für die Ausgleichung ausgedehnter Netze (→ Blocktriangulation, z. B. H.Schmid 1953).

Daraus resultierten weitere automatisierte Methoden: analytische Stereo-Auswertesysteme (Helava 1957), digitale Projektoren usw. bis hin zur heutigen digitalen Luftbildkamera – und (fotografisches Bild):
Analytische Stereoauswertesysteme.